# Club Pollença
El Club Pollença era a l'origen una societat esportiva, creat a Pollença (Mallorca) el 7 de juny del 1910 amb el nom de «Club Ciclista de Pollença». De mica en mica, les activitats eixamplar cap a l'excursionisme, l'oci, la moda i la difusió cultural. El 1930 va prendre el seu nom actual.
Ocupa l'antic casal de ca'n Aulí situat al carrer del Mercat. Construït al segle xix, té com a tret característic d'aquesta època l'escala d'estil imperial de la sala distribuïdor. Durant el segle xx s'hi han fet diverses reformes com l'obertura del bar i la sala d'actes, que es va inaugurar el 1964. Té una col·lecció destacable de pintures de l'inici del segle.
Al cap d'uns anys de la seva creació el Club –així és com el coneixen els pollencins— començà a destacar arran de les seves seccions culturals i esportives. Fou la seu d'Art i Joventut i del grup de teatre local; el 1961 es va fer una exposició de pintura que es va convertir en el precedent directe del Certamen Internacional d'Arts Plàstiques. El 1960, la delegació pollencina Joventuts Musicals va organitzar una actuació de música clàssica, que va atreure l'atenció del famós violinista Philip Newman; aquest fou l'antecedent del Festival de Música de Pollença. El caràcter liberal conservador amb què va néixer el 1910 li va permetre sobreviure al franquisme, fins al punt de mantenir prou independència per fer cursos de «mallorquí» el 1967, en plena dictadura. El 2010 va celebrar el seu centenari amb una exposició comissariada pels historiadors Peres Salas i Margalida Cànaves. Amb l'organització d'una Setmana del Disseny des del 2014, amb pèrits internacionals que ha de fer segons Biel March, l'actual president, «que el Club Pollença torni a ser un referent en la vida cultural de Pollença i de Mallorca».